# Konzentrationsgrundsatz (Geschäftsverteilung)
Für bestimmte Verfahrensarten sieht das bundesdeutsche Strafprozessrecht vor, dass sie im Rahmen des Geschäftsverteilungsplans bei einem spezialisierten Spruchkörper zu konzentrieren sind.
Dies gilt nach § 74 Abs. 2 GVG für den Zuständigkeitsbereich der Schwurgerichtskammer, nach § 74a Abs. 1 GVG für denjenigen der Staatsschutzkammer sowie nach § 74c Abs. 1 GVG für Angelegenheiten aus dem Zuständigkeitsbereich der Wirtschaftsstrafkammer.
Der Konzentrationsgrundsatz verlangt hier, dass grundsätzlich eine Kammer des jeweiligen Landgerichts mit diesen Angelegenheiten befasst ist. Eine zweite Kammer darf nur eingerichtet werden, wenn der Geschäftsanfall zu groß ist, um von einer Kammer allein bewältigt werden zu können. Teilt das Präsidium die entsprechenden Angelegenheiten aus diesem Grunde auf mehrere Spezialkammern auf, muss wenigstens eine dieser Kammer im Schwerpunkt mit der Spezialmaterie befasst sein.